# Celebeszi pálmasodró
A celebeszi pálmasodró (Macrogalidia musschenbroekii)  a pálmasodróformák (Paradoxurinae) közé tartozó cibetmacskaféle ragadozó.
A Macrogalidia nem egyetlen faja.

## Előfordulása
Az Indonéziához tartozó Celebesz szigeten él.

## Megjelenése
A szőre barnás színű. A celebeszi pálmasodró a sziget legnagyobb ragadozó emlőse, testhossza 69 cm, ebből a farok 49 cm. Testtömege 5 kg.

## Életmódja
Zsákmánya a makasszári szarvascsőrű és más kisebb állatok. Még a növényi táplálékot sem veti meg.

## Természetvédelmi állapota
A fakitermelés fenyegeti. Az IUCN vörös listáján a sebezhető kategóriában szerepel.

## Fordítás
- Ez a szócikk részben vagy egészben  a   Sulawesi Palm Civet című angol Wikipédia-szócikk fordításán alapul.  Az eredeti cikk szerkesztőit annak laptörténete sorolja fel. Ez a jelzés csupán a megfogalmazás eredetét és a szerzői jogokat jelzi, nem szolgál a cikkben szereplő információk forrásmegjelöléseként.